# Augusto Corrêa
Augusto Corrêa is een gemeente in de Braziliaanse deelstaat Pará. De gemeente telt 39.317 inwoners (schatting 2009).